# 아틸리오 크레마스치
아틸리오 크레마스치 오야르순(스페인어: Atilio Cremaschi Oyarzún, 1923년 3월 8일 ~ 2007년 9월 3일)은 칠레의 전 축구 선수이다.
그는 칠레 축구 국가대표팀 소속으로 32경기에 출전해 11골을 기록했으며, 1950년 FIFA 월드컵에도 출전하였다.